# Ki Avrio Mera Einai
Ki Avrio Mera Einai är en grekisk film från 2002 i regi av Dora Masklavanou.

## Rollista (urval)
- Minas Hatzisavvas
- Tamila Koulieva-Karantinaki